# Insuachán
Insuachán (en gallego y oficialmente, Insua Chan) es una aldea española situada en la parroquia de Macenda, del municipio de Boiro, en la provincia de La Coruña, Galicia.

## Demografía
| Gráfica de evolución demográfica de Insuachan entre 2000 y 2018 |
|                                                                 |
| Datos según el nomenclátor publicado por el INE.                |